# 허민회
허민회(1962년 3월 15일 ~ )는 대한민국의 기업인이다. 현재 CJ CGV 대표이사 사장을 역임하고 있다.

## 학력
- 마산고등학교
- 부산대학교 회계학과 학사
- 연세대학교 경영대학원 경영학 석사

## 경력
- 1986년 : 삼성그룹
- 1986년 ~ 1997년 : CJ제일제당 경리파트/자금파트
- 1997년 10월 : CJ투자증권 경영팀장
- 2002년 6월 : CJ투자증권 경영지원본부장, 상무
- CJ투자증권 경영지원본부 이사
- 2005년 : CJ투자증권 경영지원실장 상무
- 2008년 : CJ헬로 경영지원실 실장 상무
- 2009년 : CJ헬로 경영지원실 실장 부사장대우
- CJ푸드빌 등기이사
- 2010년 8월 ~ 2011년 12월 : CJ 사업총괄 부사장
- 2011년 11월 ~2012년 3월 : CJ푸드빌 사업총괄 부사장
- 2012년 3월 ~ 2013년 10월 : CJ푸드빌 대표이사
- 2013년 11월 ~ 2014년 11월 : CJ 경영총괄 부사장
- 2014년 12월 ~ 2015년 12월 : CJ올리브네트웍스 총괄대표이사 겸 미래경영연구원장
- 2015년 12월 : CJ그룹 창조경제추진단장
- 2015년 12월 ~ 2016년 4월 : CJ제일제당 경영지원총괄 겸 경영지원실장
- 2016년 5월 : CJ오쇼핑 대표이사 사장
- 2018년 7월 ~ 2020년 12월 : CJ ENM 대표이사 겸 E&M부문 대표이사 사장
- 2020년 7월 ~ 2020년 12월 : CJ ENM 음악콘텐츠본부장
- CJ ENM E&M 콘텐츠R&D센터장
- 2020년 12월 ~ 2024년 10월 : CJ CGV 대표이사
- CJ CGV 이사회 의장
- CJ CGV 보상위원회 위원장
- 2024년 11월 ~ : CJ 대외협력 중심 경영지원대표